# Giuseppe Romano
Giuseppe Romano (Brescia, 15 novembre 1918 – Tempio Pausania, 16 novembre 1965) è stato un calciatore e allenatore di calcio italiano, di ruolo portiere.

## Carriera

### Giocatore
Esordisce in Serie B con il Brescia, il 22 maggio 1938 nella partita Brescia-Vigevano (3-1). Rimane in forza alle Rondinelle fino al 1942, quando si trasferisce al Vicenza, con cui debutta in Serie A il 4 ottobre 1942 nella sconfitta per 6-1 sul campo del Genova 1893.
Durante la sospensione bellica dei campionati, si trasferisce al Como, con cui prende parte al Torneo Benefico Lombardo: la formazione lariana conclude al primo posto, e Romano risulta il portiere meno battuto del torneo con 18 reti subite. Terminata la guerra, riprende l'attività giocando ancora due campionati con il Vicenza (il secondo in Serie A), prima di ritornare al Brescia per due stagioni da titolare nella serie cadetta.
Nel 1949 torna a militare nella massima serie con il Como; con i lariani, tuttavia, viene impiegato come rincalzo, e colleziona 2 presenze in due stagioni. Ormai trentatreenne, passa al Torino, sempre in Serie A, ed esordisce in maglia granata il 18 novembre 1951, nella vittoria per 1-0 a Trieste, conquistando la maglia da titolare e giocando 29 partite nel campionato 1951-1952. Nelle due stagioni successive lo spazio si riduce progressivamente, e nel 1954, a 36 anni, scende in Serie C, con la maglia del Lecco: gioca 10 partite come riserva del titolare Maffeis, e a fine stagione viene lasciato libero.
Nell'aprile 1956, dopo diversi mesi di inattività, viene ingaggiato dal Piacenza, risultando il quarto portiere impiegato dagli emiliani nel campionato di Serie C 1955-1956. Disputa le ultime 9 partite del campionato, contribuendo alla salvezza della squadra allenata da Ercole Bodini (poi vanificata dalle vicende del Caso Piacenza).
La carriera di Romano prosegue con la sua ultima stagione in Serie A, nelle file della Juventus, come terzo portiere dietro Giovanni Viola e Giuseppe Vavassori. Gioca 6 partite concludendo la sua carriera il 2 giugno 1957, sul campo del Padova; con i suoi 38 anni risulta il giocatore più anziano ad aver vestito la maglia bianconera al debutto.

### Allenatore
Terminata la carriera agonistica diventa allenatore del Pordenone, nel campionato 1962-1963, e nel 1965 viene ingaggiato dal Tempio. Nel novembre dello stesso anno, mentre dirigeva un allenamento della squadra, muore colpito da infarto.